# Scudo arabo-nubiano

Lo scudo arabo-nubiano confina a ovest con il Metacratone del Sahara. I colori indicano le età geologiche delle rocce: Archeano, Proterozoico, Mesoproterozoico, Neoproterozoico.

La posizione dello scudo arabo-nubiano nel supercontinente Pannotia, circa 570 milioni di anni fa prima dell'apertura del Mar Rosso.

Lo scudo arabo-nubiano (spesso abbreviato in ANS, dall'acronimo inglese Arabian-Nubian Shield) è un'esposizione di rocce cristalline, prevalentemente risalenti al Neoproterozoico, presente su entrambi i fianchi del Mar Rosso. In questo contesto forma la parte settentrionale dell'orogenesi dell'Africa orientale, lunga circa 6000 km.
Le nazioni cui lo scudo appartiene sono, da nord a sud, Israele, Giordania, Egitto, Arabia Saudita, Sudan, Eritrea, Etiopia, Yemen e Somalia. Rocce appartenenti allo scudo si trovano anche nel deserto del Sahara, e nel deserto Arabico a nord, mentre a sud sono visibili nell'acrocoro Etiopico, nella Provincia di 'Asir e nell'altopiano dello Yemen.
Lo scudo arabo-nubiano è stato sede dei primi tentativi di sfruttamento geologico, principalmente ad opera degli antichi Egizi, per estrarre l'oro dalle rocce dell'Egitto meridionale e del nordest del Sudan, allora chiamato Nubia che significa appunto oro. Altri siti dove fu ritrovato l'oro si trovano in Eritrea e Arabia Saudita. 
All'epoca dei faraoni nella zona di Assuan si estraeva anche il granito impiegato nella costruzione delle piramidi. Quella che viene considerata la più antica mappa geologica esistente, il Papiro delle miniere risalente al 1150 a.C. e conservato al Museo egizio di Torino, sembra proprio indicare la strada per arrivare alle miniere dell'Egitto orientale. Il nome in greco di Assuan, Syene, ha dato il nome alla roccia magmatica conosciuta come sienite.

## Estensione
La porzione dello scudo arabo esposto in Arabia Saudita si estende su ≈445,000 km². L'intero scudo arabo, comprendente sia la parte esposta che la parte attualmente ricoperta da sedimenti o da flussi lavici più recenti, copre ≈725,000 km². Le rocce esposte in Giordania e Yemen coprono altri ≈100,000 km², il che porta il totale della porzione araba dello scudo arabo-nubiano (ANS) a ≈825,000 km².
Per la parte nubiana, esposta in Egitto, Sudan, Eritrea, Etiopia, Sud Sudan e Kenya, la porzione esposta è di ≈801,000 km²; la porzione sotterranea è ≈1,100,000 km². Il totale dello scudo nubiano assomma quindi a ≈1,901,000 km².
Il totale complessivo delle due porzioni dell'ANS è quindi di ≈2,725,000 km² e rappresenta circa il 2% dell'intera area continentale terrestre.

## Formazione della crosta dello scudo arabo-nubiano
Lo scudo arabo-nubiano rappresenta la metà settentrionale di una grande zona di collisione chiamata orogenesi dell'Africa orientale. Questa zona di collisione si è formata verso la fine del Neoproterozoico quando i segmenti orientali e occidentali della Gondwana entrarono in collisione tra loro andando a formare il supercontinente Gondwana. La parte più intensa della collisione avvenne in quella che è attualmente l'Africa meridionale, dove le più antiche croste della Tanzania, Mozambico e Madagascar furono rimobilizzate per formare la cintura del Mozambico. Questa grande collisione fu responsabile anche dell'orogenesi Pan-Africana verso la fine dell'era Neoproterozoica. La crosta della cintura del Mozambico è molto diversa da quella dello scudo arabo-nubiano, costituito prevalentemente di crosta recente, cioè crosta formatasi per parziale fusione del mantello terrestre, anche se materiale della più antica crosta dell'Archeano e del Paleoproterozoico è esposta a ovest del Nilo in Egitto, nella parte sudest dello scudo in Arabia, nell'Etiopia orientale e nello Yemen.
Lo scudo impiegò circa 300 milioni di anni per formarsi. Le rocce più antiche associate al ciclo formativo della crosta dell'ANS si formarono per coalescenza di archi insulari, bacini strutturali e forse plateau oceanici. Le rocce più antiche associate a questo ciclo hanno un'età di 870 milioni di anni e si trovano nel Sudan orientale e nel sudest arabico. Alcune delle rocce più vecchie sono ofioliti, il che testimonia che la formazione della crosta continentale dell'ANS cominciò con la formazione di crosta oceanica per effetto dell'espansione del fondale oceanico, seguita dallo sviluppo di zone di subduzione e archi insulari.
Gli archi insulari entrarono in collisione e i terrane tettonici si saldarono tra loro nel periodo compreso tra 780 e 620 milioni di anni fa per formare un nucleo ampio e spesso di crosta continentale giovane. L'ispessimento provocò la formazione parecchie zone di sutura, marcate dall'obduzione di ofioliti e da intense deformazioni. L'ispessimento crostale fu anche accompagnato da fusione e frazionamento magmatico del magma mafico che ristagnò in profondità nella crosta. Questi fusi risalirono poi per essere messi in posto come intrusioni granitiche. Il magmatismo in questa fase è caratterizzato da tholeiiti e sequenze calcaline.